# Montlude
El Montlude és una muntanya de 2.519 metres que es troba entre els municipis de Les i de Vilamòs a la Vall d'Aran.
Al cim s'hi troba un vèrtex geodèsic (referència 255059001).
Aquest cim està inclòs al llistat dels 100 cims de la FEEC.